# Porphyrophora minuta
Porphyrophora minuta är en insektsart som beskrevs av Borchsenius 1949. Porphyrophora minuta ingår i släktet Porphyrophora och familjen pärlsköldlöss.
Artens utbredningsområde är Ukraina. Inga underarter finns listade i Catalogue of Life.